# Геосинклінальна область
Геосинклінальна область (рос. геосинклинальная область, англ. geosynclinal area, нім. Geosynklinalgebiet n) — велика характерна ділянка геосинклінального поясу, яка відрізняється від суміжних з нею ділянок віком складчастості та особливостями історії розвитку. Геосинклінальна область складається зі складчастих систем одного або близького віку, які простягаються в межах геосинклінальної області двома або більше паралельними рядами, продовжуючи, або кулісоподібно заміщуючи одна одну за простяганням. При цьому складчасті системи можуть розділятися серединними масивами і (або) міжгірськими прогинами. Відомі типові геосинклінальні області: Тянь-Шаньська, Алтай-Саянська, Антильсько-Карибська.